# Lac Lewis (Wyoming)
Pour les articles homonymes, voir Lac Lewis.
Le lac Lewis est un lac naturel situé dans le parc national de Yellowstone au Wyoming aux États-Unis. D'une superficie de 11,2 km2, il s'agit du 3e plus grand lac du parc national de Yellowstone après le lac Yellowstone et le lac Shoshone.
La rivière Lewis, qui draine le lac Shoshone vers le sud, est le principal affluent du lac. Le principal émissaire est également la rivière Lewis, qui continue vers le sud pour rejoindre la rivière Snake près de la limite sud du parc national de Yellowstone. Quelques petits ruisseaux alimentent également le lac Lewis. Plusieurs sources chaudes se déversent dans le lac sur ses rives nord-ouest et sud.
Un terrain de camping est situé sur la rive sud-est du lac. La route d'entrée sud du parc longe la rive est du lac. On trouve des truites fardées brunes, arc-en-ciel et des truites fardées de Yellowstone dans le lac. Une réglementation de pêche est en place.
Tout comme la rivière qui le traverse, le lac Lewis est nommé en l'honneur de Meriwether Lewis, commandant de l'expédition Lewis et Clark.